# Theiningsen
Theiningsen ist ein Ortsteil der Gemeinde Möhnesee im Kreis Soest in Nordrhein-Westfalen. Bis 1969 bildete Theiningsen eine eigenständige Gemeinde.

## Geographie
Das kleine Dorf Theiningsen liegt am Nordrand der Gemeinde Möhnesee auf der Haar. Direkt südlich des Dorfes verläuft der Haarweg bzw. die Bundesstraße 516.

## Geschichte
Seit dem 19. Jahrhundert bildete Theiningsen eine Landgemeinde im Amt Körbecke des Kreises Soest. Am 1. Juli 1969 wurde Theiningsen durch das Soest/Beckum-Gesetz Teil der neuen Gemeinde Möhnesee.

## Einwohnerentwicklung
| Jahr | Einwohner | Quelle |
| ---- | --------- | ------ |
| 1871 | 110       | [ 2 ]  |
| 1885 | 83        | [ 3 ]  |
| 1910 | 95        | [ 4 ]  |
| 1939 | 108       | [ 5 ]  |
| 2020 | 98        | [ 6 ]  |

## Baudenkmäler
Der Bildstock am St.-Agatha-Weg steht unter Denkmalschutz.